# Reserva Natural Nahal Me'arot
A Reserva Natural Nahal Me’arot é um local onde pode ser visualizada a evolução humana no Monte Carmelo em Haifa, norte de Israel. Há quatro cavernas: Me’arat HaTanur (Caverna Forno), Me’arat HaGamal (Caverna Camelo), Me’arat HaNahal (Caverna Vapor) e Me’arat HaGedi (Caverna Cabrito).
O local indica os assentamentos de homens pré-históricos e é uma evidência única de uma cerimônia funerária.

## UNESCO

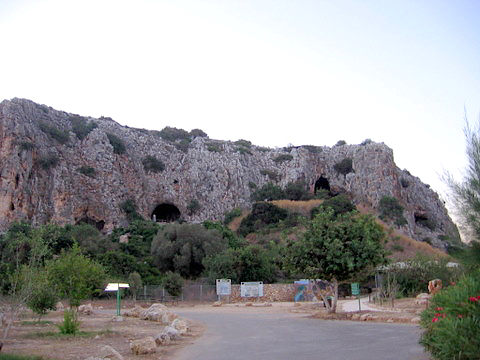
Cavernas Nahal Mearot

A UNESCO inscreveu os Sítios de evolução humana no Monte Carmelo: as grutas de Nahal Me’arot / Wadi el-Mughara como Patrimônio Mundial por "serem um local chave do quadro crono-estratigráfico da evolução humana em geral e da pré-história em geral."